# Duello al Passo Indio
Duello al Passo Indio (Thunder Over Arizona) è un film del 1956 diretto da Joseph Kane.
È un western statunitense ambientato in Arizona con Skip Homeier, Kristine Miller e George Macready.

## Produzione
Il film, diretto da Joseph Kane su una sceneggiatura di Sloan Nibley, fu prodotto da Joseph Kane, come produttore associato, per la Republic Pictures e girato nell'Iverson Ranch a Chatsworth, Los Angeles, California, nella seconda metà di marzo del 1956. Il titolo di lavorazione fu Warrens of Arizona.

## Distribuzione
Il film fu distribuito con il titolo Thunder Over Arizona negli Stati Uniti dal 4 agosto 1956 al cinema dalla Republic Pictures.
Altre distribuzioni:
- in Svezia il 6 maggio 1957 (Dödspasset i Arizona)
- in Finlandia il 6 dicembre 1957 (Arizonan lainsuojaton)
- in Danimarca il 15 maggio 1958 (Diligencen angribes ved daggry)
- in Messico il 15 gennaio 1960 (Fuego sobre Arizona)
- in Brasile (Vingador Sem Piedade)
- in Francia (Tonnerre sur l'Arizona)
- in Grecia (O dynamitis tis Sierra Nevada)
- in Italia (Duello al Passo Indio)
- in Germania Ovest (Duell am Apachenpass)